# Ammoconia sibirica
Ammoconia sibirica är en fjärilsart som beskrevs av Otto Staudinger 1882. Ammoconia sibirica ingår i släktet Ammoconia och familjen nattflyn. Inga underarter finns listade i Catalogue of Life.